# Nijō Moroyoshi
Nijō Moroyoshi (二条 師良?   1345 – 1382) fue un kugyō (cortesano japonés de alta categoría) que vivió durante la era Nanbokucho. Fue miembro de la familia Nijō (derivada del clan Fujiwara) e hijo de Nijō Yoshimoto.

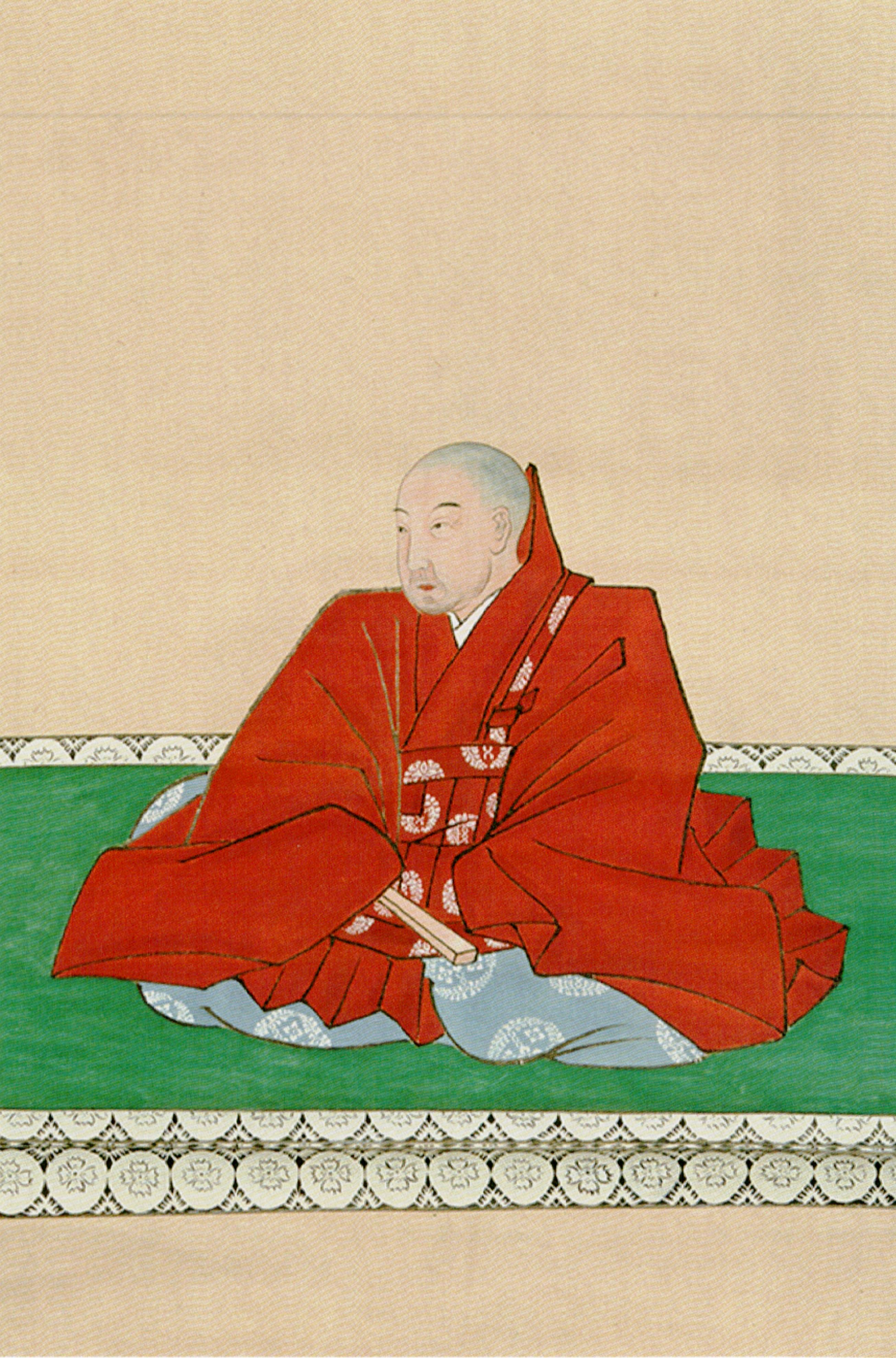
Retrato de un miembro de la familia Nijō

Ingresó en la corte imperial en 1349 con el rango shōgoi inferior, y luego al rango jushii inferior. En 1350 fue promovido al rango jushii superior, 1353 al jusanmi, en 1354 asignado como vicegobernador de la provincia de Harima y gonchūnagon. En 1356 fue ascendido al rango shōsanmi y en 1358 como junii. En 1359 fue designado gondainagon y en 1360 ascendido al rango shōnii.
En 1366 fue asignado naidaijin y en 1367 promovido a udaijin. En 1369 fue designado kanpaku (regente) del Emperador Go-Kōgon y del Emperador Go-En'yū de la Corte del Norte, hasta 1375. Desde 1370 hasta 1375 fue nombrado sadaijin. En 1371 fue ascendido al rango juichii.
En 1381 renunció a la vida como cortesano y se convirtió en monje budista (shukke), falleciendo al año siguiente.
Tuvo dos hijos, pero fueron adoptados posteriormente por su padre Yoshimoto.